# Pomnik Pamięci Losów Ojczyzny
Pomnik Pamięci Losów Ojczyzny – pomnik znajdujący się w Dzierżoniowie, na Skwerze Solidarności, przy ulicy Piastowskiej (w pobliżu placu targowego).

## Historia pomnika
Powstał 8 maja 1975 r. jako „Pomnik Wdzięczności Poległym o Wyzwolenie Narodowe i Społeczne Dolnego Śląska”. Był to wyraz wdzięczności mieszkańców miasta poległym o wyzwolenie Śląska i ziemi dzierżoniowskiej spod okupacji niemieckiej w 1945 r. Zaprojektowany został przez Józefa Kurdziela i Jana Sarapatę, przedstawiając orła piastowskiego (bez korony) w bramie symbolizującej wejście Polaków na dawne ziemie piastowskie.
Po 1989 r. przeprowadzono akcję dekomunizacji pomnika, zmieniając jego nazwę na „Pomnik Pamięci Losów Ojczyzny”. Nie usunięto całkiem orła bez korony, ale przeniesiono go na stronę tylną kolumn, a w jego miejsce pojawił się orzeł w koronie. Miało być to symbolem odzyskania suwerenności przez Polskę, a także zwycięstwa wolności i demokracji, których uosobieniem jest orzeł z koroną.
28 marca 1994 r. Rada Miejska w Dzierżoniowie przyjęła uchwałę o nadaniu nazwy Skwer „Solidarności” placowi pod Pomnikiem Pamięci Losów Ojczyzny.

## Pomnik obecnie
Obecnie przy pomniku znajdują się urny z ziemią z Katynia, Monte Cassino, obozu pracy KL Reichenbach – Gross-Rosen, a także tablice upamiętniające najistotniejsze wydarzenia w historii Polski takie jak: powstanie polskiego hymnu narodowego, bitwę warszawską, kampanię wrześniową, zsyłki na Sybir, akcję „Burza”, powstanie warszawskie, zakończenie II wojny światowej, mordy na Polakach na Kresach Wschodnich dokonane przez nacjonalistów ukraińskich, ogłoszenie 21 postulatów sierpniowych, podpisania porozumień sierpniowych, utworzenie NSZZ „Solidarność”, czy też katastrofę smoleńską.
Miejsce to jest głównym punktem obchodów uroczystości patriotycznych na terenie Dzierżoniowa. Każdego roku przy okazji świąt narodowych zbierają się tam przedstawiciele samorządu, a także wszyscy ci, którzy swoją obecnością chcą oddać hołd poległym za Ojczyznę.